# Mark Cooksey
Mark Cooksey (Skegness, 18 gennaio 1966) è un compositore inglese di musica per videogiochi.

## Biografia
È noto per la composizione del tema della versione Commodore 64 di Ghosts 'n Goblins, da lui realizzata ad appena 19 anni.
Cooksey è stato poi assunto dalla Elite Systems, azienda britannica sviluppatrice e produttrice di videogiochi.
Dopo il debutto sul Commodore 64, Mark ha composto musica per Game Boy (inclusi il Color e Advance), il PC, il SNES e la PlayStation.
I suoi lavori per Game Boy Color includono la musica e vari effetti sonori per Commander Keen.